# Rotella (arma)
La rotella è un tipo di scudo leggero rotondo, in uso soprattutto tra il quattordicesimo e il sedicesimo secolo.

## Descrizione
Scudi rotondi sono esistiti in dimensioni molto variabili e sono stati molto popolari in Europa, Asia e Americhe, durante l'età del bronzo, il periodo classico (come il clipeo e la parma), il periodo post-classico e il periodo moderno precoce, in forme diverse. Durante l'età del bronzo erano generalmente grandi e progettati per difendere quanto per colpire (come gli scudi di bronzo degli Spartani), mentre dal tardo periodo post-classico erano principalmente progettati per parare e rispondere (come il piccolo scudo a braccio, sostituito dallo scudo a goccia o a testa di cavallo). Durante il Medioevo si utilizzavano per difendere la mano sinistra dagli attacchi di spada.
Anche se offrivano meno protezione, specialmente alle gambe rispetto allo scudo a pipistrello (la  pelta), lo scudo rotondo veniva talvolta usato come arma d'attacco. La rotella rinascimentale era generalmente in legno ricoperto di pelle, cuoio o metallo, e aveva di solito una parte centrale fortemente convessa (umbone), in alcuni casi munita di punta per offendere; nella parte interna aveva un'imbracciatura in cuoio e una maniglia di ferro imbottita e rivestita pure di cuoio.
Tipica era la dotazione di scudi rotondi ad esempio nell'esercito ottomano, derivato dal dhal indiano, a sua volta di derivazione ellenistica.

## Nella cultura
- Su uno scudo a rotella da parata è dipinta la celebre Medusa (1598 ca.) di Caravaggio.
- La rotella è anche un elemento dell'araldica; ha trovato larga diffusione in Francia e pochissima in Italia.[1][3]